# Olga Tarrasó i Climent
Olga Tarrasó Climent (Navarrés, 1956) és una arquitecta per l'Escola Tècnica Superior d'Arquitectura de Barcelona des de l'any 1982 (ETSAB, Universitat Politècnica de Catalunya-UPC) i Máster en Arquitectura del Paisatge per la UPC; està especialitzada en espai públic i transformació urbana. Ha combinat l'activitat professional amb l'acadèmica, impartint classes en diverses escoles d'arquitectura, enginyeria agrícola i de disseny de tot Europa.

## Trajectòria professional
Va treballar a Projectes Urbans de l'Ajuntament de Barcelona des de la seva fundació l'any 1981 fins a l'any 2000.
Des de 1991 treballa com a arquitecta en l'estudi Espinàs i Tarrasó, amb l'elaboració d'una gran diversitat de projectes en les disciplines de paisatge, arquitectura i disseny, amb la col·laboració d'altres equips pluridisciplinaris i treballant en àmbits geogràfics tan diversos com el Marroc, a Europa Berlín, Bèlgica, França i els països escandinaus, o a la ciutat coreana de Gwanj-dj.
Entre les seves obres destaquen el passeig Marítim de la Barceloneta (premi FAD 1996) i la cobertura de la Ronda del Mig (premio Dècada 2006), a Barcelona, el pla d'ordenació del Port Vell de Tànger (2010-2011), el passeig Marítim de Badalona (2012), el projecte dels espais exteriors del Campus Besòs de la UPC (2016) i el pla d'ordenació Mitjana Park a Brussel·les (2014-2020).
Compta amb una dilatada experiència formant part de diversos jurats d'arquitectura, va ser Presidenta del Jurat del Premi Europeu de l'Espai Públic Urbà el 2018, el premi FAD i el Premi Europeu de l'Espai Públic Urbà, entre d'altres.